# Queen (альбом)
Queen (в некоторых странах выходил также под названием Queen I) — одноимённый дебютный студийный альбом британской рок-группы Queen, изданный 13 июля 1973 года лейблом EMI и 4 сентября 1973 года лейблом Elektra Records в США.
Он записывался в 1971—1972 годах на De Lane Lea Studios и Trident Studios в сотрудничестве с продюсерами Джоном Энтони и Роем Томасом Бейкером. Большую часть материала альбома составили песни, написанные Фредди Меркьюри, Брайаном Мэем и Роджером Тейлором, но также на пластинку попала композиция «Doing All Right», созданная Тимом Стаффелом ещё во время существования группы-предшественницы Queen — Smile.
Записанный в жанрах хард-рока и хеви-метала, Queen также включал в себя элементы таких стилей и жанров, как прогрессивный рок, фолк-рок, глэм-рок, психоделический рок, прото-панк, фолк и поп. В британском чарте альбом достиг 24-й строчки, продержался там 18 недель и получил золотой статус, хотя международного признания он не добился. В целом пластинка получила положительные отзывы от критиков, сравнивших музыку коллектива с Led Zeppelin, The Who, King Crimson, Deep Purple и Uriah Heep.
Из альбома выпущено два сингла — «Keep Yourself Alive» и «Liar» (последний только в США и Новой Зеландии), однако они не были успешными и не попали в хит-парады. Также к ним были сняты видеоклипы. В поддержку пластинки Queen провели концертный тур Queen I Tour, в рамках которого музыканты посетили Великобританию, Западную Германию, Люксембург и Австралию, а также выступали на разогреве у группы Mott the Hoople.

## Предыстория
В 1964 году британские студенты Брайан Мэй и Тим Стаффел основали группу 1984 (по одноимённому роману Джорджа Оруэлла), позже (в 1968 году) преобразовавшуюся в Smile, выбравшую для себя направление психоделического попа. Брайан повесил объявление в стенах своего «Империал колледж», в котором говорилось, что коллективу требуется барабанщик, умеющий играть в стиле Митча Митчелла и Джинджера Бейкера. На него откликнулся студент-дантист Роджер Тейлор. Он тогда показался Мэю и Стаффелу лучшим вариантом, поразив их точностью настройки барабанов. Главным достижением Smile стало выступление на разогреве у Pink Floyd 26 октября 1968 года. Однако из-за напряжённой учёбы и отсутствия какого бы то ни было менеджмента весной 1970 года трио распалось: Тим Стаффел покинул группу. Брайан с Роджером вспоминали позже: «У нас было множество мелких концертов, мы выступали в барах, в небольших клубах в разных городках Англии, но мы не двигались. Мы создали какой-то сингл, и вдруг Тим, наш вокалист, получил предложение от группы Humpy Bong, и он покинул нас. Тогда пришёл Фредди и сказал: „Не надо сдаваться, я буду петь“».
Мэй и Тейлор не собирались бросать музыкальную карьеру и поделились своими творческими амбициями с другом и соседом по комнате Стаффела Фредди (Фарухом Булсарой). К тому моменту он уже имел опыт музыканта, был участником таких групп, как Ibex (позже была переименована в Wreckage) и Sour Milk Sea. Он часто посещал выступления Smile, но Мэй и Стаффел даже не подозревали, что он вообще умеет петь. Фредди имел весьма чёткое представление, какими должны быть выступления и сценическая работа группы. Попав в состав нового коллектива, он придумал для него название «Queen» и разработал логотип, а себе взял псевдоним Фредди Меркьюри. Теперь группа состояла из вокалиста-клавишника, гитариста и ударника. В феврале 1971 года на лондонской дискотеке Брайан Мэй и Роджер Тейлор познакомились с опытным уже в те годы бас-гитаристом Джоном Диконом, приехавшим на учёбу в Лондон из родного города Лестер. Пройдя прослушивание, Джон занял позицию басиста и стал четвёртым постоянным звеном в составе, который продержался без малого 21 год.
Группа сразу же начала концертную деятельность и выступала в городах по всей Англии.
По мнению Мэттью Хортона, критика из журнала New Musical Express, на тот момент группу вдохновляло творчество таких групп, как Black Sabbath и Led Zeppelin, и перед созданием альбома она выбрала себе жанровое направление этих коллективов. Это заметно, если послушать песни «Keep Yourself Alive» и «Modern Times Rock ’N’ Roll», звучание которых напоминает эти две группы. Также, возможно, на творчество Queen повлияли и The Who.
Отличительной особенностью Queen было то, что у них не возникал дефицит материала, а три её участника изначально были сильными композиторами. У группы была только одна проблема — отсутствие студии для записи и лейбла для выпуска песен.
В 1971 году музыкантов пригласила студия De Lane Lea (в которой работал Терри Йетон — друг Мэя) опробовать звукозаписывающее оборудование, а также выпустить какой-нибудь интересный материал в целях привлечения новых клиентов. Ещё группа должна была выступать перед потенциальными клиентами. В качестве вознаграждения ей позволялось проводить любое время в студии, а также оставлять себе записи. Весь оставшийся год Queen записывали демо. Благодаря выступлениям в De Lane Lea группа завязала много полезных знакомств и связей в мире шоу-бизнеса. В итоге был подписан контракт с Trident Studios, которая согласилась продюсировать и финансировать первый альбом Queen. По словам Брайана, студия находилась прямо в центре Сохо — торгово-развлекательного квартала лондонского Вест-Энда.

## Запись
«Довольно много песен в нашем первом альбоме были у нас и ранее, песни, которые мы раньше играли вместе на концертах, такие как «Keep Yourself Alive», «Liar», «Great King Rat» и так далее. Мы всего лишь их играли. И мы просто пошли в студию и записали их. И там была одна или две песни, которые были созданы прямо в студии. К примеру, «My Fairy King» Фредди сочинил во время записи альбома. В то же время, как я уже сказал, были и такие композиции, которые представляли собой концертные записи ... с наложенным бэк-вокалом и гитарными соло поверх».
Альбом записывался в течение двух лет, в те моменты, когда студия звукозаписи была свободна, параллельно с учёбой участников группы. Рой Томас Бейкер вспоминал: «Когда мы писали первый альбом, мы ещё были студентами и учились. График студии был почти полностью забит, и мы писали в свободное время. Иногда это было в два часа ночи, и мы заканчивали в шесть утра. Это время было свободно, никого не было». При записи не использовались синтезаторы, которые группа принципиально не признавала и отказывалась от них вплоть до 1980 года. Партии гитары записывались в основном на Red Special Брайана Мэя, однако в песнях «Doing Alright» и «The Night Comes Down» он играл на акустической Hairfred.
Самыми ранними записями Queen являются пять демонстрационных записей песен, созданных в сессии в De Lane Lea Studios: «Keep Yourself Alive», «Great King Rat», «Liar», «The Night Comes Down» и «Jesus». Причём в альбом вошла именно версия «The Night Comes Down» с этих сессий, так как группа была недовольна поздними версиями этой композиции, которые записывались в Trident Studios. Также существует демозапись «Great King Rat», которая может быть датирована более ранним периодом времени, чем записи с De Lane Lea Studios. В De Lane Lea группу заметили бывший продюсер Smile Джон Энтони и его коллега Рой Томас Бейкер — штатные сотрудники звукозаписывающей фирмы Trident. Позднее Бейкер вспоминал: «Я сразу решил, что музыка Queen просто сказка. Я даже забыл, что нахожусь в студии».
В 1972 году группа была приглашена в Trident Studios её звукорежиссёрами Барри и Норманом Шеффилдами, однако из-за дороговизны записи в дневное время она была вынуждена записываться в часы, когда студия пустовала. Звукорежиссёр и продюсер Trident Studios Робин Кэйбел работал над кавер-версиями песен «I Can Hear Music» (впервые исполнена поп-группой The Ronettes) и «Goin’ Back» (написана Джерри Гоффином и Кэрол Кинг). Ознакомившись с исполнением песен Фредди Меркьюри и группой Queen и узнав, что у них много свободного времени, он пригласил Меркьюри, Мэя и Тейлора на запись этих кавер-версий. Впоследствии они вышли на синглах, где в качестве исполнителя был указан другой псевдоним Фредди Меркьюри — Ларри Люрекс. В сентябре 1972 года Trident начала финансирование создания альбома, что составляло 20 фунтов в неделю — этого едва хватало на жизнь. Контракт с Trident был заключён лишь два месяца спустя.
Записи в Trident Studios проводились с июня по ноябрь 1972 года, к ноябрю материал для дебютной пластинки был записан полностью. Однако выпуск альбома был задержан: он вышел только спустя восемь месяцев, в июле 1973 года. Звукорежиссёрами альбома были Рой Бейкер, Тэд Шэрп, Дэвид Хентшель и Майк Стоун. Последний позже вспоминал: «Тот первый альбом полностью отличался от всего, что я делал прежде. Ремиксы занимали столетия, и все музыканты оказались такими занудами, что приходилось выправлять любые мелкие неточности. Работа с прирождённой суперзвездой над первым большим альбомом, который я писал, вымотала мне все нервы». Позже Брайан признал важность стимулирующей роли этой студии: «Мы, безусловно, обязаны Trident частью нашего успеха — например, благодаря им мы создавали записи и хиты».
Помимо сессий в Trident Studios, Queen записывались для BBC в Langham One Studios. Всего существует шесть подобных сессий, из которых к первому альбому относятся первые четыре. Во время этих сессий группа записала демоверсии песен «Doing Alright», «Great King Rat», «Liar», «My Fairy King», «Son And Daughter», «Modern Times Rock ’n’ Roll» и «Keep Yourself Alive».

## Обложка и название
Название дебютного альбома совпадало с названием группы, что распространено среди музыкальных коллективов. Также рассматривались названия Top Fax, Pix And Info, предложенное Роджером Тейлором, и Deary Me — любимое высказывание Роя Томаса Бейкера, но эти названия были отвергнуты.
Для лицевой стороны обложки было использовано фото, сделанное Дугласом Паддифутом во время выступления группы в Marquee Club 20 декабря 1972 года.
Обложка выполнена в тёмно-красных тонах, на ней изображён Фредди Меркьюри с микрофоном, распростёрший руки к небу, сверху на него падает яркий косой луч света. Вверху в середине написано название группы и альбома. На обратной стороне находился коллаж, который был создан Меркьюри и Мэем. Поверх него была написана информация о членах группы и принимавших участие в записи лиц, причём в качестве басиста был указан Deacon John (рус. Дикон Джон). Последней строчкой шло «Аnd nobody played synthesiser» (рус. «И никто не играл на синтезаторе») — демонстративное неприятие синтезаторов группой. Коллаж состоял из фотографий из различных архивов группы. Среди них была фотография Джона Харриса, который помогал Queen записываться в самом начале, он часто ездил с ними на выступления. Также на обложке были фотографии из личных альбомов членов группы, например, фотография Мэя с бородой. В центре этого коллажа находилась маленькая фигурка барабанщика, изображающая Роджера Тейлора. Кроме того, на этом коллаже был изображён логотип Queen.

## Выпуск
«Нам нравятся некоторые вещи на нём, но мы иногда попадаем на крючок переаранжировок. Знаете, песни изменились за эти годы, и некоторые, вероятно, очень сильно. Можно забыть, какой песня была изначально. Для меня лично было очень печально дойти до этого. Я хотел записывать песни с ленточными эхо и несколькими гитарами сразу пять лет назад. Сейчас я наконец добился этого, но это сделал уже кто-то! Это немного разочаровывает. Но вы должны уйти от убеждений, что играть  — это конкуренция. Просто продолжайте делать то, что вам интересно делать».
Хотя альбом был полностью записан и закончен к ноябрю 1972 года, Trident потратила несколько месяцев в попытке найти звукозаписывающую компанию, которая согласилась бы выпустить альбом. В конце концов, через восемь месяцев безуспешных поисков Trident выпустила диск сама. Компания выделила группе менеджера, которого звали Джек Нельсон. Первоочередная задача Нельсона была обеспечить заключение контракта между Queen и крупным лейблом. Группа безуспешно пыталась заключить контракты с такими лейблами звукозаписи, как Mercury Records и Charisma Records. В скором времени на объявление Нельсона откликнулась компания EMI. В то время она собиралась открыть филиал, занимающийся выпуском исключительно тяжёлой музыки. Однако задачей Нельсона было ещё обеспечение контрактом Марка Эштона и Юджина Уоллеса, в то время как EMI была нужна только Queen. Переговоры зашли в тупик, и сделка с EMI не состоялась. Trident продолжила поиски лейбла, но у группы возникли проблемы. Во время прослушивания уже готового на тот момент альбома выяснилось, что один из треков был записан не на ту плёнку, а также группе не нравилось микширование. Группе потребовалось дополнительное время для исправления ошибок. Окончательно все работы закончились в январе 1973 года. Исполнительный продюсер Feldman Music Company по имени Ронни Бэк представил Queen Рою Фезерстоуну, менеджеру EMI. Рой был в восторге от записей Queen и в скором времени связался с Trident. Вдобавок Queen выступала в программе Sounds of the Seventies на Radio 1, запись которой проходила в одной из студий BBC. 15 февраля она вышла в эфир и получила положительные отзывы. Для EMI это было весомым аргументом, и в марте 1973 года группа наконец заключила с EMI контракт. Однако помимо европейского, группа хотела появиться и на американском рынке. На одном из выступлений группы присутствовал исполнительный директор Elektra Records Джек Хольцман. Группа произвела впечатление на Хольцмана, и в тот же вечер директор предложил группе контракт. Релиз в Великобритании состоялся 13 июля 1973 года. Через месяц после выпуска альбома группа приступила к записи следующего альбома. Там же за неделю до этого вышел сингл «Keep Yourself Alive» с песней «Son and Daughter» на стороне «Б». Для выпуска сингла в США трек был укорочен с 3:47 до 3:30. Сингл был выпущен в США в октябре, а сам альбом 4 сентября. 14 февраля 1974 года (только в США и Новой Зеландии) вышел второй сингл, «Liar». Тестовый выпуск с малым тиражом выходил с подборкой классической музыки на одной стороне и с песнями Queen на другой. Данные пластинки стали объектом коллекционирования. Также к песням «Keep Yourself Alive» и «Liar» были сняты видеоклипы. Всего было снято три версии клипов к «Keep Yourself Alive» и две — к «Liar».

## Приём

### Отзывы критиков
| Оценки критиков     | Оценки критиков |
| Источник            | Оценка          |
| ------------------- | --------------- |
| Billboard           | без оценки      |
| Cashbox             | без оценки      |
| Circus              | без оценки      |
| The Herald          | без оценки      |
| Record World        | без оценки      |
| Rolling Stone       | без оценки      |
| Winnipeg Free Press | без оценки      |
| Zoo World           | без оценки      |

Американские профильные издания сразу обратили внимание на потенциал новичков. В рецензии Billboard за 13 октября 1973 года подчёркивалось, что альбом, отличительной чертой которого является яркий голос Фредди Меркьюри и восхитительная игра Брайана Мэя на акустической и электрической гитарах, получился значительно выше среднего. Лучшими песнями были названы «Doing Alright» и «Great King Rat». На редколлегию Record World работа британских рокеров также произвела большое впечатление «сильным гитарным звучанием и необыкновенным вокалом, диапазон которого превышает четыре октавы». Cashbox назвал дебют британского квартета потрясающим, сделав акцент на высоком мастерстве при исполнении сложных номеров вроде «The Night Comes Down» и «My Fairy King». Специалисты издания уже тогда пришли к выводу, что Queen «застолбили свой уголок в музыкальном мире, и очевидно, что они будут править им ещё долгое время». Джон Тивен в своём расширенном обзоре для Zoo World в свою очередь нашёл немало тёплых слов для описания услышанного. С его слов, столь тяжёлого материала ему не доводилось слышать уже давно. Его инструментальная мощь, сходная с Led Zeppelin и The Who, подкреплялась вдохновлёнными Argent вокальными аранжировками. Потенциал композиций пластинки, ввиду их сложности, раскрывался только примерно с третьего прослушивания, но в итоге она оставляла ощущение технического совершенства. Превосходные гитарные гармонии и безупречная слаженность привели критика к выводу, что музыканты играют вместе уже довольно давно, но предстоявшее им американское турне должно было стать настоящим испытанием на прочность. В завершении Тивен подытожил: «Queen – очень сильная группа, у которой есть свое определение тяжести и особый стиль, так что оцените их сами, как только запись станет вам доступна».
Гордон Флетчер из журнала Rolling Stone писал, что альбом сопоставляется с творчеством Led Zeppelin, но группе следует отойти от зеппелиновского металла, чтобы стать действительно влиятельной группой в мире рок-музыки. Критик заявил, что в альбоме не так много элементов блюз-рока, как в альбомах Led Zeppelin I и Led Zeppelin II. По его словам, группа больше склоняется к творчеству The Who, и Queen достаточно схож с альбомами Who’s Next и Quadrophenia. Из-за своей неоднородности песни «Great King Rat» и «Doing Alright» были сопоставлены с «Babe I’m Gonna Leave You». В целом же дебют был назван «великолепным». «Modern Times Rock ’n’ Roll» была выделена как образец типичной музыки Queen. Флетчер отметил, что Queen — первые в целой новой волне новых британских рок-групп, и сказал, что «необходимо научиться любить Queen сейчас, потому что они останутся надолго».
В американской газете The Herald (Чикаго, Иллинойс) было отмечено, что этот дебют — «выше среднего». Рецензент сообщил, что «несмотря на малое количество сведений о группе, можно сказать, что песни альбома писались и разрабатывались на протяжении последних трёх лет». В газете указывали на громкое звучание, громоподобные звуки барабанов и гудящие гитары. Кроме этого ощущались некоторые искажения вокала и смена звука от исполнителя к исполнителю. Вокал был назван превосходным, с некоторыми гармониями в стиле The Beatles. Автор рецензии посчитал песни «Keep Yourself Alive», «Doing Alright» и «Great King Rat» приятными для прослушивания.
Канадская Winnipeg Free Press назвала Queen новыми кандидатами в суперзвёзды. Риффы Брайана Мэя рецензент сопоставил с игрой Джимми Пейджа, Тони Айомми, Джими Хендрикса и Мика Бокса, добавляя, что группе удалось придать всему свежий и энергичный вид. Было отмечено, что Фредди Меркьюри умеет подражать Роберту Планту, и это демонстрирует «Modern Times Rock ’n’ Roll» — прямая калька трека «Communication Breakdown». По мнению издания, в своём первом альбоме Queen продемонстрировала силу, энергичность, и к пластинке можно относиться с таким же уважением, как и к Led Zeppelin I.
| Оценки критиков                  | Оценки критиков |
| Источник                         | Оценка          |
| -------------------------------- | --------------- |
| AllMusic                         | [ 1 ]           |
| American Songwriter              | [ 9 ]           |
| The Austin Chronicle             | [ 67 ]          |
| Classic Rock                     | [ 68 ]          |
| Classic Rock                     | без оценки      |
| Collector’s Guide to Heavy Metal | 10/10           |
| The Daily Vault                  | B+              |
| Encyclopedia of Popular Music    | [ 72 ]          |
| Entertainment Weekly             | (B)             |
| The Great Rock Discography       | [ 74 ]          |
| Kerrang!                         | [ 75 ]          |
| LSMedia                          | без оценки      |
| Melody Maker                     | без оценки      |
| MusicHound                       | [ 78 ]          |
| Pitchfork                        | 6.7/10          |
| PopMatters                       | [ 80 ]          |
| Q                                | [ 81 ]          |
| The Rolling Stone Album Guide    | [ 82 ]          |
| Ultimate Classic Rock            | без оценки      |
| Uncut                            | [ 84 ]          |

По мнению Стивена Томаса Эрлевайна из AllMusic, дебют Queen больше представляет собой коллекцию идей, нежели альбом в целом, а также содержит в себе всего лишь одну известную песню. Однако критик отметил, что Queen звучит по-особенному, не похоже на другие группы. Хотя рецензент и не одобрил дебют, была выделена «Keep Yourself Alive». «Бурный и неистовый» трек, открывающий альбом, был признан одной из лучших работ Queen. Обозреватель также упомянул, что «группа демонстрирует свою привязанность к легионам пост-зеппелиновских хард-рок-групп».
По мнению журналиста из Classic Rock, группа по аналогии с Пейджем и Плантом из Led Zeppelin совмещает студийное оборудование с огромным видением рока, что делает её особенной. В музыкальном плане материал Queen восходит к образованию группы в 1970 году, и это неудивительно, что хотя гитарист Брайан Мэй уже разработал свой уникальный стиль игры, тексты его песен отражают влияние психоделики Smile шестидесятых годов — это Хендрикс, Клэптон и Пейдж, которых можно услышать под теми плотными наложениями. Хотя автор рецензии признаёт, что альбом не содержит потенциального хита, он заявляет, что диск изобилует тяжёлыми гитарными риффами вместе с дополняющим и украшающим альбом вокалом Меркьюри. Лучшим треком альбома была признана песня «Keep Yourself Alive».
Тони Стюарт, критик из британского еженедельника New Musical Express, в документальном фильме Queen. Days of Our Lives сказал: «В то время процветал рок, в почёте были такие группы, как Status Quo и Uriah Heep, мне кажется, что Queen дала всем глоток свежего воздуха». Журнал Guitar Legends сравнил риффы Брайана Мэя с Deep Purple и Uriah Heep. Благодаря знаменательному тексту песни «My Fairy King» журнал сравнил группу с прог-рокерами. Melody Maker назвал группу «будущим рок-н-ролла».
Майк Бриз в статье журнала Rockcor, которая была посвящена 40-летнему юбилею группы, отметил, что с этого альбома Queen начали свой творческий путь, а также зародились многие жанры рок-музыки в современном понимании. Альбом был издан во время расцвета таких мастеров рока, как Led Zeppelin, Black Sabbath и Deep Purple, и заслуживает тщательного анализа. Хотя лонгплей и не добился такого успеха, как остальные альбомы группы, но поклонники коллектива называют его в числе любимых, а Дэйв Грол (Nirvana, Foo Fighters) — самым любимым.
Пит Праун охарактеризовал альбом как «приятное смешение скрипящего метала Led Zeppelin с гладким глэмом Дэвида Боуи, Mott the Hoople и Roxy Music». Также было упомянуто акцентирование на театральном искусстве Фредди Меркьюри с его подражанием оперному вокалу и сценическими выходками. Он считает, что уже с самых ранних дней Queen выделялась из числа обычных рок-н-ролльных групп.
Критик из электронной газеты LSMedia заявил, что с выпуском дебютного альбома группа дала миру первый проблеск величественных гимнов и свипирующих гитар, которые потом будут украшать почти каждый альбом. Песню «Keep Yourself Alive» описали как идеальный открывающий трек для альбома с мощной аранжировкой громоподобным звуковым фоном.
Журнал New Musical Express поместил альбом на 54-ю строку в списке «100 величайших альбомов, которые вы никогда не слышали», а Guitarist Magazine — на 19-е место в перечне «Топ-50 самых влиятельных гитарных альбомов всех времён!». Малькольм Доум в своём рейтинге-анализе всей дискографии музыкального коллектива, составленном на сайте Classic Rock, поставил его на второе место. У Эдуардо Ривадавии в аналогичном списке для онлайн-ресурса Ultimate Classic Rock диск оказался на девятой позиции из пятнадцати возможных.

### Коммерческий успех
«Когда пишешь первый альбом, всегда думаешь: «Ух-ты! Он попал на полки магазинов!» Спрашиваешь, есть ли новый альбом Queen, а тебе в ответ: „Что?“ Это был долгий путь».
По словам журналиста из Sounds, альбом никогда не будет продан большим тиражом. Лонгплей не получил большого коммерческого успеха. Роджер Тейлор прокомментировал это так: «Первый альбом с треском провалился. Он не стал успешным». 1 ноября 1974 года число продаж в Великобритании превысило 100 000, и альбому присвоили статус серебряного. Через полтора года альбом получил золотой статус, тем самым продажи альбома в Великобритании превысили 250 000 экземпляров. 29 марта 1977 года диск стал золотым в США. Было продано свыше 100 000 копий. В 2009 году польский лейбл Agora выпустил переиздание всех альбомов Queen. Продажи превысили 20 000 экземпляров, и организация ZPAV присвоила альбому платиновый статус.

## Список композиций
| №  | Название              | Автор(ы)      | Длительность |
| -- | --------------------- | ------------- | ------------ |
| 1. | «Keep Yourself Alive» | Мэй           | 3:45         |
| 2. | «Doing All Right»     | Мэй и Стаффел | 4:09         |
| 3. | «Great King Rat»      | Меркьюри      | 5:42         |
| 4. | «My Fairy King»       | Меркьюри      | 4:07         |

| №  | Название                     | Автор(ы) | Длительность |
| -- | ---------------------------- | -------- | ------------ |
| 1. | «Liar»                       | Меркьюри | 6:25         |
| 2. | «The Night Comes Down»       | Мэй      | 4:23         |
| 3. | «Modern Times Rock ’n’ Roll» | Тейлор   | 1:48         |
| 4. | «Son and Daughter»           | Мэй      | 3:18         |
| 5. | «Jesus»                      | Меркьюри | 3:45         |
| 6. | «Seven Seas of Rhye»         | Меркьюри | 1:08         |

| №  | Название                                            | Автор(ы) | Длительность |
| -- | --------------------------------------------------- | -------- | ------------ |
| 1. | «Mad the Swine» (ремикс Дэвида Ричардса)            | Меркьюри | 3:19         |
| 2. | «Keep Yourself Alive» (Long Lost Re-take)           | Мэй      | 4:01         |
| 3. | «Liar» (1991 Remix by John Luongo and Gary Hellman) | Меркьюри | 6:26         |

| №  | Название                                                 | Автор(ы) | Длительность |
| -- | -------------------------------------------------------- | -------- | ------------ |
| 1. | «Keep Yourself Alive (De Lane Lea Demo, December 1971)»  | Мэй      | 3:51         |
| 2. | «The Night Comes Down (De Lane Lea Demo, December 1971)» | Мэй      | 4:24         |
| 3. | «Great King Rat (De Lane Lea Demo, December 1971)»       | Меркьюри | 6:09         |
| 4. | «Jesus (De Lane Lea Demo, December 1971)»                | Меркьюри | 5:06         |
| 5. | «Liar (De Lane Lea Demo, December 1971)»                 | Меркьюри | 7:54         |
| 6. | «Mad the Swine (June 1972)»                              | Меркьюри | 3:22         |

## Содержание

### Тематика песен, стилистика и жанры
Тематическое содержание альбома разнообразно: от музыкальной («Modern Times Rock ’n’ Roll») и бытовой тематики («Keep Yourself Alive», «Doing Alright», «Son And Daughter», «The Night Comes Down») до фэнтэзи («My Fairy King», «Seven Seas of Rhye») и религии («Jesus», «Great King Rat», «Liar»).
По словам Павла Суркова, первые два альбома группы представляют собой концептуальные работы с единой структурой и даже сюжетом. По мнению критика Allmusic, данный альбом содержит почти все отличительные признаки Queen: от оперных гармоний Фредди Меркьюри до звучных и оркестровых гитар Брайана Мэя. Мелодраматичность, присутствующая в альбоме — отличительная черта группы.
Альбом очень разнообразен в жанровом плане. По мнению обозревателя Ultimate Classic Rock, в основном альбом представляет собой слияние прогрессивного рока и метала с небольшим влиянием фолка. В песнях «Keep Yourself Alive» и «Liar», открывающих первую и вторую стороны альбома соответственно, присутствует «часть игристого глэма и часть грандиозного хард-рока». Также они содержат жалящие гитарные риффы и хоровые вокальные партии. Помимо хард-рока и глэма, «Keep Yourself Alive» включает в себя и элементы прото-панка.
В альбоме присутствуют две рок-баллады — «Doing Alright» и «The Night Comes Down». В «Doing Alright» гитарные поп-мелодии чередуются с металическими секциями.
Песни «My Fairy King» и «Liar» содержат в себе элементы оперы. Не исключено, что они могли повлиять на другую известную песню группы — «Bohemian Rhapsody», также имеющую оперную часть. «Liar» также содержит фолковые куплеты.
Композиция «Jesus» выполнена в жанре психоделического рока. «Son and Daughter» совмещает в себе типичные для раннего периода творчества Queen тяжёлые гитарные мелодии и элементы блюз-рока. Хард-роковая «Great King Rat» может быть разделена на несколько отличающихся друг от друга частей, это одна из песен, текст которых имеет религиозную тематику. Не вошедшая в оригинальный релиз «Mad the Swine» представляет собой фолковый церковный гимн.

### Композиции
- «Keep Yourself Alive»

«Keep Yourself Alive» (в переводе с англ. — «Оставайся живым») была написана Брайаном Мэем во время участия в Smile, группе-предшественнице Queen. Жанр песни — хард-рок. Журнал American Songwriter считает, что она объединяет в себе элементы прото-панка. Эта песня о правиле, которое гласит, что человеку не обязательно быть звездой, чтобы преуспеть в жизни, нужно просто жить.
«Keep Yourself Alive» стала первым синглом группы.
Песня была впервые записана во время сессий 1971 года в De Lane Lea Studios, она имеет продолжительность 3 минуты 34 секунды; в этой записи вступление звучит на акустической гитаре, и только потом вступает Red Special Мэя. Сам Мэй считал эту версию лучше, чем поздние записи. Всего было создано 7 или 8 различных версий песни с различными составами исполнителей; в конце концов в альбом вошла версия, созданная под руководством Майка Стоуна, звукорежиссёра Trident Studios. Ни одна версия этой песни не удовлетворила автора.
По словам Мэя, изначально текст песни казался ему ироничным и насмешливым, но всё изменилось, когда в студии её исполнил Фредди Меркьюри. Он принёс песне совершенно новую перспективу.
- «Doing Alright»

«Doing Alright» (в переводе с англ. — «Делать всё правильно») также была взята из репертуара группы Smile; она написана Мэем и Стаффелом. Стиль песни имеет смешанный характер: начинается как баллада, во время которой вокалист поёт фальцетом, а достаточно лёгкую гитарную партию Брайан Мэй исполняет на акустической гитаре Hairfred; в начале третьей минуты темп убыстряется, гитарная партия становится более тяжёлой, баллада преобразовывается в хеви-метал, затем в середине третьей минуты снова идёт возврат к балладе, а ближе к середине четвёртой минуты происходит резкий переход на хеви-метал, и в конце четвёртой минуты снова переходит в балладу.
«Doing Alright» была первой песней Queen, в живых исполнениях которой Меркьюри играл на фортепиано, а в альбомной записи в некоторых местах на фортепиано играет Брайан Мэй.
- «Great King Rat»

«Great King Rat» (в переводе с англ. — «Великий король Крыс») — первая песня в альбоме, написанная Фредди Меркьюри. Эта песня, как и «Богемская рапсодия», разделяется на несколько отличающихся друг от друга частей. Композиция представляет собой слияние хард-рока с фолк-роком. Текст песни содержит религиозные мотивы. Дмитрий Сосновский из «Российской газеты» особо выделил мощную ритм-секцию и «гулкое» жёсткое гитарное звучание. Текст песни представляет собой насмешку над тем, как люди могут проявлять любопытство убогим качествам.
Известны ранние демозаписи «Take 4» или «Early take». Она имеет несколько отличную и более тяжёлую партию гитары.
- «My Fairy King»

«My Fairy King» (в переводе с англ. — «Мой сказочный король») была написана Фредди Меркьюри. По своей стилистике, схожей с оперной, и использованием многоголосий может считаться одним из прообразов оперной части «Богемской рапсодии». Именно после написания этой песни Фаррух «Фредди» Булса́ра решил взять себе псевдоним Фредди Меркьюри, к этому отсылают последние строки песни — «Мать Меркьюри, посмотри, что они сделали со мной, я не могу бежать, я не могу скрыться» (англ. Mother Mercury, look what they’ve done to me, I cannot run I cannot hide). «My Fairy King» стала единственной песней из первого альбома, написанной во время работы в студии. Именно тогда группа впервые увидела Меркьюри, работающего на полную мощность. Также это было первой возможностью для Меркьюри продемонстрировать игру на рояле, поскольку на сцене они поставить рояль не могли. Возможно, название песни имеет намёк на гомосексуальность Фредди Меркьюри.
Сюжет песни позаимствован из произведения «Гамельнский крысолов» Роберта Браунинга.
- «Liar»

«Liar» (в переводе с англ. — «Лжец») — первая песня на второй стороне альбома, второй сингл группы. Песня написана Фредди Меркьюри на гитаре. Тематика и текст песни оказали влияние на «Bohemian Rhapsody».
Некоторые исследователи в этой песне видят религиозные мотивы. По мнению AllMusic, эта песня представляет собой диалог между измученной душой, нуждающейся в религиозном покровительстве, и религией, но представители религии сторонятся её, называя Лжецом. В конце опровергается идея организованной религии вообще: они никогда не позволят Лжецу достичь чего-либо. По словам Маттерса Фурнисса, автора книги Uncensored on the Record, «Liar» является одним из самых выдающихся треков в альбоме.
- «The Night Comes Down»

«The Night Comes Down» (в переводе с англ. — «Наступает ночь») — баллада, написанная Брайаном Мэем и спродюсированная Луи Остином. В альбом вошла демонстрационная запись с сессий 1971 года в De Lane Lea Studios, так как группа была недовольна более поздними записями записями с Trident Studios, в основном — звуком ударных.
Текст песни затрагивает ностальгию человека по детству и тяжести взрослой жизни. Она напоминает битловскую «Lucy in the Sky with Diamonds». Грег Брукс из журнала Record Collector говорит, что уже благодаря первой минуте песня достойна подробного обсуждения. Барабаны, звучащие в стиле The Electric Prunes, совмещаются с гитарной партией, которая бы понравилась Джонни Марру. Даже когда традиционное для Мэя звучание склоняется к медленному повороту, для слушателя открывается первый шанс в альбоме действительно перевести дух. Звуки бас-гитары незначительно колеблются на заднем плане в течение всей песни, но особенно проявляет себя на четвёртой минуте, когда, как кажется, все инструменты следуют за басовой партией, а не наоборот. В некоторых местах можно услышать такие инструменты, как лютня или свирель. Песня служит эффективным промежутком между тяжёлыми «Liar» и «Modern Times Rock 'N' Roll».
- «Modern Times Rock ’N’ Roll»

«Modern Times Rock ’N’ Roll» (в переводе с англ. — «Современный рок-н-ролл») — быстрая, ритмичная и энергичная рок-композиция, написанная и исполненная Роджером Тейлором. В конце звучит бэк-вокал продюсера Джона Энтони. Звучание песни и манера исполнения напоминают стиль Led Zeppelin. Это даёт основание считать, что на ранних этапах деятельности творчество этой группы вдохновляло Queen. Тематика песни — прогрессирование музыки, а также вопрос, каким будет следующий популярный стиль музыки.
- «Son and Daughter»

«Son and Daughter» (в переводе с англ. — «Сын и дочь») — песня, написанная Брайаном Мэем, на создание которой оказали влияние блюз-рок и тяжёлое гитарное звучание. Является самой тяжёлой песней альбома. Предположительно, что эта песня о человеке, который жалуется на жизнь и не может понравиться людям.
В песне поётся о человеке, который считал, что может притвориться кем угодно, и «пытался быть сыном и дочерью в одном лице» (англ. Tried to be your son and daughter Rolled into one), но понял, что не может этого и что «мир ожидает человека, чтобы разгребать лопатой дерьмо» (англ. The world expects a man To buckle down and a shovel shit). Задаётся вопрос, что бы он сделал ради любви, когда всё это только началось. Звучит фраза «я хочу, чтобы ты был женщиной» (англ. I want you To be a woman) и продолжается повествование о герое песни. Говорится, что он пытался быть учителем и ловцом людей, равным каждому проповедником. Далее рассказчик говорит, что больше не может задерживаться и спрашивает героя, что тот будет думать о небесах, если это место, куда он отправится и откуда пришёл.
- «Jesus»

Песня «Jesus» (в переводе с англ. — «Иисус») была написана Фредди Меркьюри. Песня исполнена в жанре психоделического рока.
В песне рассказываются фрагменты из жизни Мессии: в первых двух куплетах — о исцелении Иисусом одного прокажённого, а в третьем — о рождении Иисуса, трёх волхвах, приведённых в Вифлием звездой и возвестивших о рождении Царя.
- «Seven Seas of Rhye»

В альбоме Queen представлена короткая инструментальная версия песни «Seven Seas of Rhye» (в переводе с англ. — «Семь морей Райи»). Завершённая версия песни включена в следующий альбом группы и была выпущена на сингле. По словам Брайана Мэя, в композиции слышатся сначала фортепианные пассажи, затем чудовищные гитарные аккорды, потом вступают барабаны и начинается песня. Когда записывался первый альбом, текст песни ещё записан не был.

## Бонусные треки на переиздании 1991 года
В 1991 году компания Hollywood Records выпустила переиздания всех альбомов Queen (кроме Innuendo) с дополнительными треками, среди которых были специальные ремиксы, редкие записи и версии песен с грампластинок. В переизданном варианте дебютного альбома содержится три бонусных трека: «Mad the Swine», «Keep Yourself Alive (Long Lost Re-Take)» и «Liar (1991 Remix by John Luongo and Gary Hellman)».
- «Mad the Swine»

«Mad the Swine» («Бешеная свинья») была написана Фредди Меркьюри во время сессий для дебютного альбома в июне 1972 года, однако не выходила вплоть до 1991 года. В 1991 году «Mad the Swine» вышла в качестве стороны «Б» сингла «Headlong». Песня изначально находилась между «Great King Rat» и «My Fairy King», но не была включена в оригинальный релиз альбома из-за разногласий с продюсером группы Роем Томасом Бейкером относительно финального микширования. Она представляет собой фолковый церковный гимн.
- «Keep Yourself Alive (Long Lost Re-take)»

«Keep Yourself Alive (Long Lost Re-take)» — изменённая версия первой песни альбома. Этот re-take имеет совершенно иные инструментальные партии и некоторые изменения в тексте, длится 4 минуты 1 секунду.
- «Liar (1991 Remix by John Luongo and Gary Hellman)»

Этот ремикс — один из серии специальных ремиксов для переиздания альбомов Queen компанией Hollywood Records в 1991 году. Он длится 6 минут 26 секунд и отличается от оригинальной версии только добавлением дополнительной перкуссии.

## Невышедшие песни
Информация ниже основана на данных сайта Ultimate Queen.
- «Silver Salmon»

«Silver Salmon» («Серебристый лосось») — песня, вероятно написанная Тимом Стаффелом во время участия в группе Smile. В песне поётся о девушке, исполнитель сравнивает её с лососем, текст полон метафор и эпитетов.
- «Polar Bear»

«Polar Bear» («Полярный медведь») — песня, написанная Брайаном Мэем совместно с Тимом Стаффелом во время участия в группе Smile.
В 1997 году песня вышла в альбоме Smile Ghost of a Smile. В 1999 году песня была выпущена сборнике Queen In Nuce, а также на сборнике Pre Ordained.
- «Hangman»

Автор песни «Hangman» («Палач») неизвестен, она исполнялась только группой Queen. Возможно, что она была написана Фредди Меркьюри. Это тяжёлая блюз-рок-композиция, исполнявшаяся группой в период с 1971 по 1973 и с 1975 по 1976 годы. Известно 8 концертных записей этой песни, вышедших на бутлегах.
- «Rock and Roll Medley»

На своих ранних выступлениях Queen исполняли большое количество кавер-версий хитов рок-н-ролла. Песни «Jailhouse Rock» (в исполнении Элвиса Пресли) и «Stupid Cupid» (из репертуара Конни Фрэнсис) были объединены в номер, называемый «Jailhouse Rock Medley». Также группой исполнялись песни «Bama Lama Bama Loo» (из репертуара Литтл Ричарда), «Be-Bop-A-Lula» (Джина Винсента и His Blue Caps), «Shake, Rattle and Roll» (в оригинале исполнил Биг Джо Тёрнер) и «Big Spender» (эта песня также исполнялась Queen в 1986 году на стадионе «Уэмбли»), некоторые из них также включались в номер «Jailhouse Rock Medley».
- «Feelings»

Песня «Feelings» была написана Брайаном Мэем, предположительно в 1971 году, ещё до вступления Джона Дикона в группу. Песня очень тяжёлая, в основном инструментальная, текст небольшой.

## Queen I Tour
В поддержку альбома группа устроила концертный тур. В его рамках группа посетила Великобританию, Германию, Люксембург и Австралию. На многих концертах Queen выступала на разогреве у Mott the Hoople. По воспоминаниям зрителей, Queen была «больше, чем просто группой на разогреве». Выступление в «Голдерс Грин» записывалось и транслировалось при поддержке BBC. Фрагменты концерта выходили неоднократно на бутлегах, но никогда в полном варианте. Широко распространены шесть треков: «Procession», «Father to Son», «Son and Daughter», «See What a Fool I’ve Been», «Ogre Battle» and «Liar», рок-н-ролльное попурри («Jailhouse Rock», «Stupid Cupid», «Be-Bop-A-Lula») просочилось наружу весной 2002 года, а оставшиеся «Big Spender» и «Bama Lama Bama Lou» находятся в архивах BBC. Песня «Stone Cold Crazy», выпущенная в 1974 году в альбоме Sheer Heart Attack, также исполнялась на первых концертах тура, но эта версия слегка отличалась от оригинальной альбомной. К примеру, исполнение было медленнее, но это трудно доказать, так как ни одна концертная запись этой песни с ранних дней не была найдена. В интервью для журнала Sounds Джон Дикон сказал, что группе нравятся концерты в Ньюкасле, Глазго или Борнмуте. Также было упомянуто, что группе хотелось бы иметь клавишный инструмент на сцене, чтобы сгущать звук, так как трёх инструментов им было недостаточно. Некоторые песни, исполняемые группой в рамках тура, вышли на следующем альбоме группы Queen II.
Информация о датах и местах выступлений, а также о сет-листе и прочих песнях представлена на сайте, посвящённом концертным турам группы.

### Даты и места выступлений
Концертный тур начался 13 сентября 1973 года, через два месяца после выхода альбома, с выступления в Лондоне в «Голдерс Грин». Через месяц Queen выступила в Бонне. На следующий день после выступления в Германии группа отыграла концерт в Люксембурге. С 20 октября по 22 ноября состоялись 13 концертов в Англии: 3 в Лондоне, в Лидс, в Блэкберне, в Вустере, в Ланкастере, в Ливерпуле, в Хэнли, в Вулвергемптоне, в Оксфорде, в Престоне, в Ньюкасле. 23 ноября группа выступила в Глазго, 25 ноября — в Эдинбурге. 26-27 ноября группа вернулась в Англию, чтобы отыграть два концерта: в Манчестере и в Бирмингеме. 28 ноября Queen выступила в Суонси, Уэльс. С 29 ноября по 28 декабря группа сыграла 12 концертов в Англии. 27 января 1974 года состоялся единственный концерт в Австралии в городе Санбри.
| 1. «Procession» 2. «Father to Son» 3. «Son and Daughter» 4. «Ogre Battle» 5. «Hangman» 6. «Keep Yourself Alive» 7. «Liar» 8. «Jailhouse Rock» 9. «Shake, Rattle and Roll» 10. «Stupid Cupid» 11. «Be-Bop-A-Lula» 12. «Jailhouse Rock (Reprise)» 13. «Big Spender» 14. «Bama Lama Bama Lou» | - «Stone Cold Crazy» - «Great King Rat» - «Modern Times Rock ’N’ Roll» - «See What a Fool I’ve Been» - «I’m a Man» |

## Участники записи
Список основан на данных сайта AllMusic.
| Queen - Фредди Меркьюри — композитор, вокал, клавишные, дизайн обложки - Брайан Мэй — композитор, вокал, клавишные, гитара, дизайн обложки, исполнительный продюсер - Джон Дикон — бас-гитара - Роджер Тейлор — композитор, вокал, перкуссия, исполнительный продюсер                                                                                                | Smile - Тим Стаффел — композитор                          |
| Технический персонал - Джон Энтони — продюсер - Луи Остин — звукорежиссёр - Адам Айэн — мастеринг - Рой Томас Бейкер — продюсер, звукорежиссёр - Крис Фредриксон — аудиовосстановление, руководство записи - Джастин Ширли-Смит — руководство записи - Дэйв Хеншель — звукорежиссёр - Боб Людвиг — мастеринг - Тэд Шарп — звукорежиссёр - Майк Стоун — звукорежиссёр | Менеджмент - Джим Бич — менеджмент                        |
| Технический персонал - Джон Энтони — продюсер - Луи Остин — звукорежиссёр - Адам Айэн — мастеринг - Рой Томас Бейкер — продюсер, звукорежиссёр - Крис Фредриксон — аудиовосстановление, руководство записи - Джастин Ширли-Смит — руководство записи - Дэйв Хеншель — звукорежиссёр - Боб Людвиг — мастеринг - Тэд Шарп — звукорежиссёр - Майк Стоун — звукорежиссёр | Оформление - Дуглас Паддифут — фотография, дизайн обложки |

## Позиции в хит-парадах
Еженедельные чарты:
| Год       | Чарт                             | Высшая позиция | Пребывание |
| --------- | -------------------------------- | -------------- | ---------- |
| 1973—1974 | Великобритания (UK Albums Chart) | 32             | 5 недель   |
| 1973—1974 | США (Billboard Top LPs & Tape)   | 83             | 22 недели  |
| 1973—1974 | Япония (Oricon)                  | 52             | нет данных |
|           |                                  |                |            |
| 1975—1976 | Австралия (Kent Music Report)    | 77             | нет данных |
| 1975—1976 | Великобритания (UK Albums Chart) | 24             | 13 недель  |
|           |                                  |                |            |
| 2004      | Япония (Oricon)                  | 197            | 1 неделя   |
|           |                                  |                |            |
| 2011      | Великобритания (UK Albums Chart) | 94             | 1 неделя   |
| 2011      | Япония (Oricon)                  | 87             | 2 недели   |

## Сертификации
| Страна         | Организация  | Сертификат | Продажи  |
| -------------- | ------------ | ---------- | -------- |
| Великобритания | BPI          | Золотой    | 250 000  |
| Канада         | Music Canada | Платиновый | 100 000  |
| Польша         | ZPAV         | Платиновый | 20 000+  |
| США            | RIAA         | Золотой    | 500 000+ |

## Мнения участников группы
1. ↑  «Альбом отнял у нас целую вечность. Целых два года ушло на подготовку, запись и попытки его выпустить». Брайан Мэй[48].
2. ↑  «Но, на мой взгляд, «Keep Yourself Alive» никогда не была по настоящему удовлетворительной. У неё никогда не было тех чар, которые она должна была иметь». Брайан Мэй в интервью на BBC Radio One[100].
3. 1 2  «Это был первый раз, когда мы действительно увидели Фредди, работающего в полную мощность. Он был практически пианистом-самоучкой, и в то время быстро прогрессировал, хотя у нас не было рояля на сцене тогда, потому что его было бы невозможно поставить. Таким образом, в студии у Фредди был первый шанс чтобы продемонстрировать игру, и мы фактически впервые получили тот звук рояля и гитары, играющих вместе, который был очень захватывающим. «My Fairy King» был первым из цикла эпосов, где было много голосовых наложений и гармоний. Фредди проникся этим, и это привело к «The March of the Black Queen» во втором альбоме, а затем к «Bohemian Rhapsody». Брайан Мэй[38].
4. ↑  «Самый важный фактор того, что на данный момент наша музыка легче, чем в первые дни, заключается в том, что сейчас Фредди проявляет больше интереса к фортепиано, потому что песня, которую он пишет на фортепиано, соответственно включает в себя фортепиано как основной инструмент. «Liar» в первом альбоме была написана на гитаре, и, естественно, имеет хард-роковую направленность, в отличие от «Killer Queen». Джон Дикон в 1979 году[38].
5. ↑  «Есть много вещей в первом альбоме, которые мне не нравятся, например, звук ударных. Есть моменты, звучащие неестественно, но они вносят в альбом разнообразие, и они полны энергии … но потом, я считаю, одним из лучших альбомов прошлого года был Mott, и в нём также были несоответствия и грубо звучащие ударные». Интервью Роджера Тейлора в 1974 году для журнала Sounds[103].
6. ↑  «Мне кажется, у Фредди была готова только половина текста, и мы подумали, что это было бы хорошим завершением для первого альбома, а также решили выпустить завершённую песню в нашем втором альбоме». Роджер Тейлор в 1977 году[38].

## Переиздание 2024 года
13 сентября 2024 года группа Queen анонсировала переиздание альбома, для которого сделали ремастеринг и ремикширование. Также в издание включен первый концерт Queen в августе 1970 и концерт в Rainbow Theatre. Переиздание вышло 25 октября 2024 года на 6 CD и 1 LP. В качестве сингла выбрали песню «The Night Comes Down», на которую также сняли клип. Переработанная версия, в общей сложности включающая 63 трека, получила название Queen 1.

## Комментарии
1. ↑  Джон Дикон не писал песни вплоть до третьего альбома Queen.
2. ↑  В 2011 году лейблы Hollywood Records, Island Records и Universal Music выпустили переиздания альбома в США, Европе и Японии соответственно. Демонстрационные записи «Keep Yourself Alive», «Great King Rat», «Liar», «The Night Comes Down» и «Jesus», записанные в студии De Lane Lea Studios, а также «Mad the Swine» были выпущены в бонусном мини-альбоме[40][41][42].
3. ↑  Запись второго альбома Queen II началась и закончилась в августе 1973 года[57].
4. 1 2 3 4 5  О продажах альбома можно судить, опираясь на критерии оценки альбомов фонографическими организациями[125][126][127].
5. ↑  Альбом Innuendo вышел в 1991 году, в год переизданий лейблом всех существовавших на тот момент альбомов Queen. Поэтому Hollywood Records выпустила оригинальный релиз альбома.
6. ↑  Тим Стаффел являлся соавтором песни «Doing Alright» и невышедшей «Polar Bear». Также, возможно, он был автором невышедшей песни «Silver Salmon»[109].
7. ↑  Срок пребывания указан общим по состоянию на январь 2024 года.